# Chaerophyllum posofianum
Chaerophyllum posofianum là một loài thực vật có hoa trong họ Hoa tán. Loài này được Erik & Demirkus mô tả khoa học đầu tiên năm 1998.